# André Suarès
Isaac Félix Suarès dit André Suarès, né à Marseille le 12 juin 1868 et mort à Saint-Maur-des-Fossés le 7 septembre 1948, est un poète et écrivain français. Il est inhumé le 8 juillet 1950 dans la commune des Baux-de-Provence.
Il obtient en 1935, pour l'ensemble de son œuvre, le grand prix de littérature de l'Académie française.
Gabriel Bounoure l'a décrit comme : 

« le grand témoin de la grande crise de sa génération, quand on ne pouvait même pas croire à la vie, sauf sous cette forme sublime qu'on appelle art. »

## Biographie

### Famille, formation, débuts
Né à Marseille, l'écrivain a pour père Alfred Jacob Abraham Suarès, un négociant juif de Gênes, et pour mère, Aimée Cohen, issue de la bourgeoisie israélite du comtat Venaissin. Il perd sa mère à 7 ans avant de voir son père sombrer dans une longue agonie. Scolarisé au lycée Thiers de Marseille, il engrange les prix d'excellence et obtient le premier prix du concours général de français ; il est alors remarqué par Anatole France, qui lui consacre une chronique dans le quotidien Le Temps.
Reçu troisième à l'École normale supérieure, il devient, rue d'Ulm, le compagnon de thurne de Romain Rolland. Il échoue trois ans plus tard à l'agrégation d'histoire. Ruiné, sans ressources après la mort de son père, il vit en reclus à Marseille jusqu'en 1895. Il surmonte ce naufrage grâce à la sollicitude de son frère Abraham, officier de marine, qui meurt accidentellement en 1903, de sa sœur Esther, de ses oncles maternels, les Cohen, et de Maurice Pottecher, fondateur du théâtre du Peuple. Il entre alors dans une intense période de création et ne cesse de publier, en tout genre, parfois grâce à l'appui de mécènes fidèles, dont la comtesse Thérèse Murat, l'industriel Édouard Latil et le patron de La Samaritaine, Gabriel Cognacq.

### Le Voyage du condottière
De juin à septembre 1895, André Suarès fait à pied son premier voyage en Italie. Il y retourne de septembre à novembre 1902, de mai à août 1909, en 1913, et enfin en 1928. De ces voyages, il retire la matière de son œuvre majeure Le Voyage du condottière, publié en plusieurs fois : la première en 1910 (Vers Venise, Ed. Cornély) ; les deux volumes suivant paraîtront en 1932 (II. Fiorenza ; III. Sienne la bien-aimée). La première édition complète du Voyage du condottière est publiée chez Émile-Paul Frères, éditeur des deux derniers volumes, en 1950.
L'ouvrage contient, entre autres, les descriptions  de Venise, de Florence, de  Sienne, mais aussi de Gênes, de Crémone ou de Sansepolcro, et de nombreux artistes tels Giotto, Dante, Piero della Francesca, Fra Angelico, Léonard de Vinci, Luca Signorelli, Botticelli, Michel-Ange, Véronèse, Monteverdi ou Titien.

Sur ce livre, Jean d'Ormesson écrit dans son recueil de chroniques Odeur du temps[source insuffisante] : 

« Pour le voyageur qui veut connaître de l'Italie, de son art, de son âme, autre chose que l'apparence la plus superficielle, le Voyage du condottière sera un guide incomparable. De Bâle et Milan, à Venise à Florence, à Sienne, en passant par toutes les petites villes de l'Italie du Nord, pleines de chefs-d'œuvre, de souvenirs et de couleurs, Suarès nous entraîne avec un bonheur un peu rude où la profondeur se mêle au brillant et à la subtilité. De tous, des artistes comme des villes, il parle avec violence et parfois avec injustice, toujours sans fadeur et sans le moindre lieu commun. »

### Un des animateurs de la NRF
Il est, à partir de 1912, l’un des quatre animateurs principaux de La Nouvelle Revue française, avec André Gide, Paul Valéry et Paul Claudel. Il y collabore à deux reprises : de 1912 à 1914, puis de 1926 à 1940. Jean Paulhan fut l'artisan de son retour au sein de la revue, d'où il avait été « banni » par Jacques Rivière, avec lequel il entretenait des rapports difficiles, même si celui-ci l'avait défini comme l'un des cinq plus grands écrivains du début du XXe siècle, au même rang qu'André Gide, Paul Claudel, Charles Péguy et Charles-Louis Philippe.
Dans son Journal, en décembre 1944, André Gide écrit : « Valéry, Claudel, Suarès et moi, tous quatre piliers de La Nouvelle Revue française ; tous quatre peu férus de “succès”, ayant en grande horreur battage et réclame et chacun soucieux de ne devoir qu'à sa propre valeur les lauriers. »

### Suarès et la Bretagne
Le premier voyage en Bretagne de Suarès date de 1886 ou 1887 lors d'une visite à son frère. Durant ce séjour, André Suarès demeure principalement dans le Finistère-Sud, il s'est très peu éloigné de Bénodet dont il a exploré les environs. Il visite la Bretagne sur terre et sur mer accompagné de Crozon. 
Il semblerait que Suarès n'ait pas eu assez d'argent pour visiter la région comme l'indiquera Marcel Dietschy : « Il y est tranquille, y passe des jours heureux, dans la contemplation et la méditation, ne regrettant que de manquer d'argent pour visiter le pays. »

#### De prétendues origines celtiques
André Suarès nourrissait le fantasme d'origines celtiques. Celui qui nia durant de longues années ses origines juives aurait préféré appartenir au peuple breton. Dans une lettre envoyée à Yves Le Febvre, il affirme : « Dès lors, j'ai été breton. »
Il ne se contente pas du sentiment d'attachement à la Bretagne, il cherche une ascendance bretonne qu'il aurait déclaré existante du côté de sa mère qui selon ses dires était « la fille d'une humble paysanne du Finistère et d'un marin breton ». Plus, dans la lettre du 29 avril 1918, adressée à Yves Le Febvre, il écrit :

« Je vous dirai peut-être un jour ce qui fit mon orgueil et mon tourment. J'ai retrouvé mes origines bretonnes : elles m'ont été livrées par l'institutrice de ma mère. Mais il y a là une histoire douloureuse, un mystère de famille cruel et plein de deuil. Ma mère était fille naturelle. Souffrez pour l'instant que je n'en dise plus. Laissez donc ma naissance dans l'obscurité où elle a été tenue. C'est un voile qu'il ne faut pas tirer encore ; il cache peut-être bien des larmes et du sang. Faites seulement entendre, si vous le voulez bien, que je viens d'une part du pays de Cornouailles et qu'il y a derrière moi une longue suite de pauvres, pêcheurs et paysans, têtes folles autant que j'ai pu savoir, êtres plus simples que je suis et cœurs libres. »

Longtemps, on crut qu'il s'appelait André-Yves Scantrel, preuve qu'il avait réussi à semer le doute sur ses origines à tel point que ses concitoyens finirent par le croire d'ascendance bretonne. Bernard Duchatelet le qualifie même de « vrai faux breton ».

#### Le Livre de l'Émeraude
Publié en 1902, Le Livre de l'Émeraude demeure un chant, un hymne à la Bretagne.

« Le Livre de l'Émeraude n'était ni un recueil de nouvelles ni un récit de voyage. C'était une suite d'eaux-fortes, tracées sur le motif et ciselées par l'artiste. Suarès passait de l'âpreté tragique aux pastels des paysages mouillés. Il avait également composé des portraits d'hommes, de femmes, d'enfants, liés à la terre et à la mer, à la vie et à la mort. »

Pour écrire Le Livre de l'Émeraude, Suarès s'inspire de l'estampe japonaise, l'ukiyô-e — « image du monde flottant » —, nom d'une école picturale qui domine l'art de l'estampe à l'époque d'Edo (1603-1868). L'expression de « monde flottant », ukiyo, apparaît au Moyen Âge dans le vocabulaire bouddhique pour désigner le monde de douleur qu'est la vie humaine avec tout ce qu'elle a de transitoire et d'impersonnel.
Le parallèle entre l'écriture de Suarès et les estampes se confirme à la lecture du chapitre XLIX, qui est d'ailleurs intitulé « Estampe dans le goût du Japon » : l'écrivain accorde une grande importance non seulement aux couleurs mais aussi aux matières. Ce sont ces descriptions empreintes de sensibilité qui font du Livre de l'Émeraude un bijou de poésie.[réf. nécessaire]

### L'entre-deux-guerres

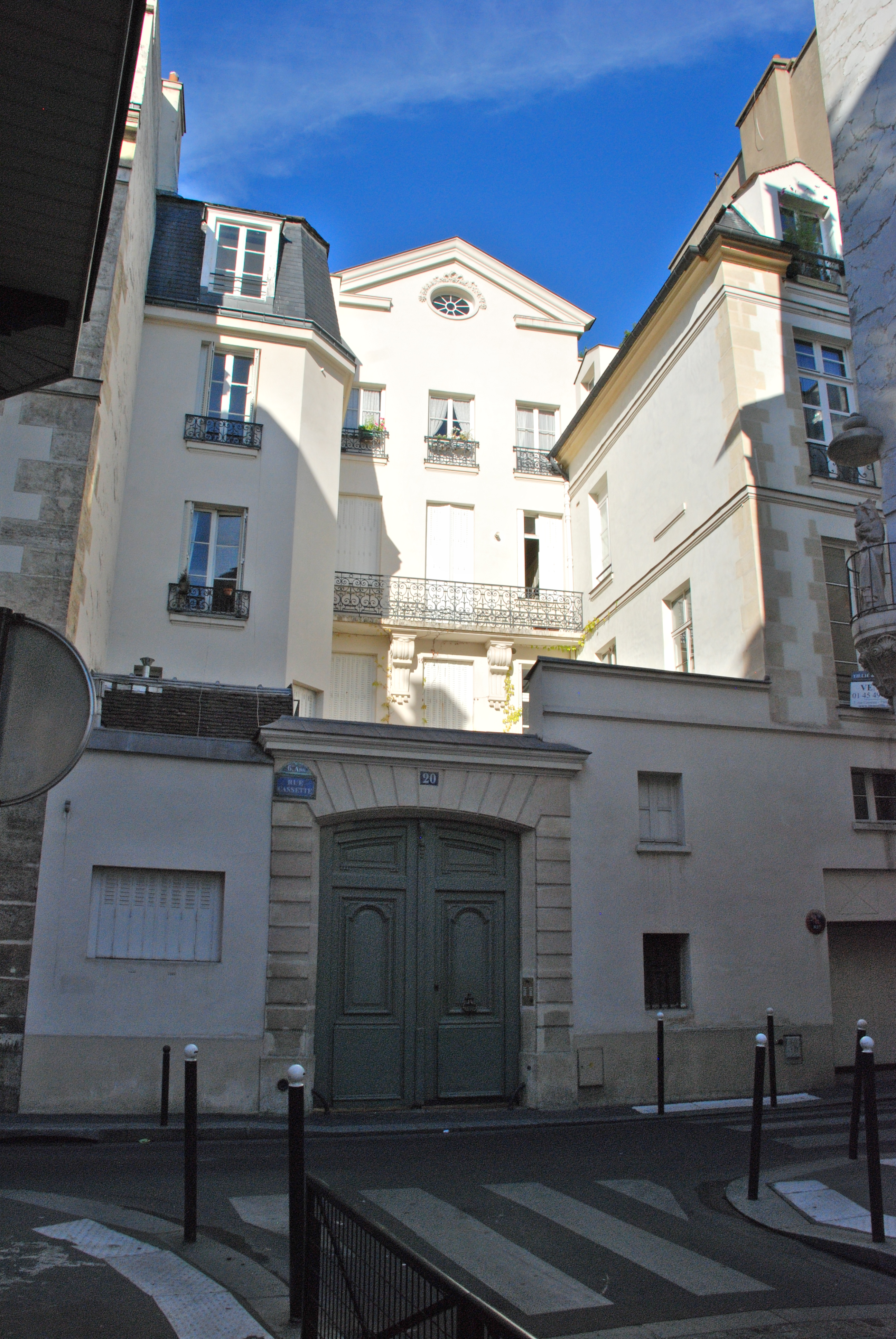
L’hôtel particulier du 20 rue Cassette à Paris. L'écrivain y habita entre 1910 et 1929.

Dans les années 1920, il devient, avant André Breton et Louis Aragon, le conseiller principal du grand couturier, collectionneur et mécène Jacques Doucet, qu’il assiste dans la confection de sa bibliothèque et dont il fut l’initiateur.
La rencontre de Doucet avec Suarès en février 1913 marque le début d’une correspondance régulière, par laquelle l’écrivain est chargé d’informer le « magicien » comme il se plaisait à l’appeler, et de le guider dans ses choix artistiques et littéraires. Cet échange épistolaire constitue une source de première importance, qui apporte un éclairage précieux sur les circonstances de la naissance et l’élaboration de la bibliothèque de 1916 à 1929. La place éminente qu’y a tenue André Suarès se mesure au nombre et à la qualité des ouvrages dédicacés, des manuscrits, et des lettres qui constituent le fonds de la collection de Jacques Doucet.
À cette époque, Suarès connaît des problèmes financiers graves et il est expulsé de son appartement. Il reçoit alors le soutien de la comtesse Martine de Béhague qui lui permet d'abriter son mobilier et ses livres dans l'hôtel de Sully, acquis par elle pour le sauver.
Esprit libre qui débat de philosophie, religion, science, politique, peinture — nourri de culture grecque, découvreur de talents et résolument tourné vers l'avenir —, il reçoit le grand prix de la Société des gens de lettres en 1935, puis obtient le grand prix de littérature de l'Académie française.

### Pendant l'Occupation
En juin 1940, quelques jours avant l'arrivée des Allemands, Suarès quitte Paris pour Bonnat, dans la Creuse, aidé par Mme Audoux-Desmaisons, la directrice du cours Maintenon. Il y reste plus d'un an. Ses œuvres sont placées sur la « liste Otto ». Il se réfugie ensuite à Antibes, où un couple de résistants, les Girard, l'aide à vivre. Se sachant recherché, il trouve refuge chez son ami le poète Pierre de Massot (qui le fera passer pour son père), à Pontcharra-sur-Turdine près de Lyon.

## Œuvre
À sa mort, André Suarès laisse 20 000 pages inédites et un manuscrit inachevé dans lequel se dessine l’unité de son œuvre, Le Paraclet.
Poète en tous écrits, prophète par vocation, André Suarès n'a cessé de chercher la réalisation intérieure. Écartelé entre le désir d'accomplir son moi et le souci d'intervenir dans les affaires du monde, il a mené une quête fervente de la grandeur. Condottière de la beauté, il a aimé l'Europe dans la diversité de ses génies. Son écriture, brûlant d'un feu souterrain, manifeste une exubérance maîtrisée. Dans ses derniers livres, il pratique une esthétique du discontinu d'une étonnante modernité. Quatre-vingts livres édités de son vivant et une trentaine d’œuvres posthumes — son œuvre est une énorme nébuleuse d’où émergent plusieurs cycles.
On trouve des recueils de poèmes : Airs, Bouclier du Zodiaque, Rêves de l'ombre, etc. On trouve également des biographies ou des études consacrées à Tolstoï, Dostoievski, Villon, Ibsen, Pascal, Molière, Mallarmé, Péguy, Stendhal, Baudelaire, Rimbaud, Cervantès, Shakespeare, Goethe ou Napoléon.
À quoi s'ajoutent des récits de voyages, tels Le Voyage du condottière et des portraits de villes, telles Marsiho ou Cité, nef de Paris, mais encore des études sur les grands musiciens, tels Bach, Beethoven, Wagner ou Debussy, ou des tragédies inspirées de l’antique, La Tragédie d'Elektre ou Hélène chez Archimède.
Enfin, Suarès a écrit des pensées et des aphorismes comme Voici l'Homme, Sur la vie, Remarques, Variables, Valeurs et des pamphlets où il prend la défense du capitaine Alfred Dreyfus, combat l’impérialisme prussien et dénonce, dès 1933, les dangers mortels du nazisme et du fascisme dans Vues sur l'Europe.

### Anthologies
- Âmes et visages, De Joinville à Sade, préface et notes de Michel Drouin, Gallimard, 1989
- Portraits et préférences, De Benjamin Constant à Arthur Rimbaud, préface et notes de Michel Drouin, Gallimard 1991
- André Suarès, le condottière, textes réunis par Claudine Irles et Robert Parienté, Actes Sud, 1998.
- Idées et visions, préface et notes de Robert Parienté, T.I, Laffont, coll. « Bouquins », 2002 lire en ligne sur Gallica
- Valeurs, préface et notes de Robert Parienté, T.II, Laffont, coll. « Bouquins », 2002
- Miroir du temps, préface et notes de Stéphane Barsacq, Bartillat, 2019
- Vues sur l'Antiquité, édition établie, présentée et annotée par Antoine de Rosny, Honoré Champion, 2020
- Ainsi parlait André Suarès, dits et maximes de vie choisis et présentés par Antoine de Rosny, éditions Arfuyen, 2020  (ISBN 978-2-845-90303-6)
- Ports et rivages, édition établie, présentée et annotée par Antoine de Rosny, Gallimard, 2021  (ISBN 9782072950971)
- Les Premiers Écrits: Documents et manuscrits, édition de Frédéric Gagneux, Éditions Classiques Garnier, 360 p., 2021

### Poésie
- Airs, Mercure de France, 1900
- Images de la Grandeur, Jouaust-Cerf, 1901
- Bouclier du Zodiaque, L’Occident, 1907 ; Gallimard, 1920 ; avec six poèmes inédits et une présentation de Robert Parienté, Le Cherche midi, 1993
- Lais et Sônes, L’Occident, 1909
- Cressida, Emile-Paul, 1913 ; réédition : 1926
- Amour, gravures sur bois de Louis Jou, Emile-Paul, 1917
- Sous le pont de la lune, Emile-Paul, 1925
- Haï-kaï d’Occident, Marcelle Lesage, 1926 ; Le Balancier, 1928
- Crépuscule sur la mer, Beltrand, 1927
- Soleil de jade, Léon Pichon, 1928
- Poème du temps qui meurt, dessins d’Antoine Bourdelle, Claude Aveline, 1929
- Sur un vieil air, Claude Aveline, 1930
- Rêves de l’Ombre, Grasset, 1937
- Passion, illustré par Georges Rouault, Ambroise Vollard, 1939 ; avec une préface de François Chapon, Le Cerf, 2005
- Hélène chez Archimède, Gallimard, 1949 ; illustré par Pablo Picasso ; Nouveau Cercle parisien du Livre, 1955
- Rosalinde sur l’eau, illustré par Jacques Beltrand, Imprimerie nationale, 1950
- Antiennes du Paraclet, présentation d’Yves-Alain Favre, Rougerie, 1976
- Caprices, présentation d’Yves-Alain Favre, Minard, Les Lettres Modernes, 1977
- Poétique, présentation d’Yves-Alain Favre, Rougerie, 1980
- Talismans d’Avila, présentation d’Yves-Alain Favre, Rougerie, 1980
- Poèmes de Rosalinde sur l’eau, Les Cahiers du Confluent, 1984
- Poèmes de la brume, Lieder de Bretagne, édition établie et présentée par Antoine de Rosny, Editions Conférence, 2025

### Théâtre
- Les pèlerins d’Emmaüs, Vanier, 1893
- La Tragédie d’Elektre et Oreste, Cahiers de la Quinzaine, 1905
- Les bourdons sont en fleur, Emile-Paul, 1917
- Polyxène, Claude Aveline, les Cahiers de Paris, 1925
- Minos et Pasiphaé, avec un portrait de Georges Rouault, Table Ronde, 1950
- Ellys et Thanatos, présentation d’Yves-Alain Favre, Rougerie, 1978
- Don Juan, présentation d’Yves-Alain Favre, Rougerie, 1987

### Récits de voyages
- Le Livre de l’Émeraude, Calmann-Lévy, 1902 ; avec une préface de Bernard Duchatelet, Christian Pirot, 1991
- Le Voyage du condottière (I. Vers Venise, Cornély, 1910 ; Emile-Paul, 1914, 1922 ; illustré par Louis Jou, Devambez, 1930. II Fiorenza, Emile-Paul, 1932. III Sienne la bien-aimée), 1932 ; édition collective : Emile-Paul, 1954 ; Granit, 1985 ; avec une présentation de  Linda Lê et une postface d’Yves-Alain Favre, Le Livre de poche, 1996
- Provence, Le Goupy, 1925
- Marsiho, Trémois, 1931 ; Grasset, 1933 ; Jeanne Laffitte, 1976, 1977, 2009
- Temples grecs, maisons des dieux, illustré par Pierre Matossy, Dantan, 1937 ; avec une préface de Jean de Bosschère et une postface d’Yves-Alain Favre, Granit, 1980
- Croquis de Provence, Les Francs Bibliophiles, 1952
- Landes et Marines, Christian Pirot, 1991
- Provence, présentation de Robert Parienté, illustrations d’André Hambourg, Edisud, 1993
- Rome, présentation de Robert Parienté, Calmann-Lévy, 1998
- Ports et rivages, édition établie, présentée et annotée par Antoine de Rosny, Gallimard, 2021  (ISBN 9782072950971)

### Essais
- Lettre d’André de Seipse, solitaire sur les anarchistes, Librairie de l’Art indépendant, 1894 ; réédition Fata Morgana, Lettre sur les anarchistes, 2023
- Wagner, Revue d’Art dramatique, 1899 ; réédition Classiques Garnier, coll. « Bibliothèque de littérature du XXe siècle », 2022
- Tolstoï, Union pour la morale, 1899
- Pensées d’un inconnu, Ollendorff, 1899
- Lettres d’un solitaire sur les maux du temps, par André de Seipse
  - I. Barrès, Ollendorff, 1899
  - II. Jules Lemaître. Ollendorff, 1899
  - III. Lettre sur la soi-disant Ligue de la patrie, Librairie de l’Art indépendant, 1899
  - VI. ?
  - V. Que le véritable Honneur est dans la Vérité. Ollendorf, 1900.
- Chroniques du lieutenant X, Berger-Levrault, 1900
- Sur la mort de mon frère, Hébert, 1904 ; Emile-Paul, 1917 ; éd. Alexandre de Vitry, Société des textes français modernes, 2024.
- Voici l’Homme, L’Occident, 1906 ; extraits, Stock, 1922 ; avec une préface inédite de l’auteur, Albin Michel, 1948
- Le portrait d’Ibsen, Cahiers de la Quinzaine, 1908
- Sur la vie (trois volumes), Grande Revue, Cornély, Emile-Paul, 1909, 1910, 1912 ; éditions collective, Emile-Paul, 1925, 1928
- Visites à Pascal, Cahiers de la Quinzaine, 1909
- Dostoievski, Cahiers de la Quinzaine, 1911
- Tolstoï vivant, Cahiers de la Quinzaine, 1911
- De Napoléon, Cahiers de la Quinzaine, 1912
- Idées et visions, Emile-Paul, 193 ; réédition : 1920
- Trois hommes. Pascal, Ibsen, Dostoievski. Gallimard, 1913 ; rééditions : 1935, 1950
- Chronique de Caërdal (I. Essais, Gallimard, 1913 ; réédition : 1919 ; II. Portraits), Gallimard, 1914 ; réédition : 1923
- François Villon, Cahiers de la Quinzaine, 1914
- Péguy, Emile-Paul, 1915
- Italie, Italie !, Emile-Paul, 1915
- Commentaires sur la guerre des Boches, Emile-Paul
  - I. Nous et eux, 1915
  - II, C’est la guerre, 1915
  - III, Occident, 1915
  - IV, La Nation contre la race, deux volumes, 1916-1917
- Ceux de Verdun, Emile-Paul, 1916
- Angleterre, Emile-Paul, 1916
- Cervantès, Emile-Paul, 1916
- Remarques, douze fascicules, Gallimard 1917-1918 ; édition collective : 2000
- Tombeau de Jean Letellier, Emile-Paul, 1920
- Poète tragique. Sur Shakespeare, Emile-Paul, 1920 ; avec une préface de Bernard Thomas, François Bourin, 1990
- Trois témoins de la Bièvre, Corrozet, 1922
- Puissances de Pascal, Emile-Paul, 1923
- Xénies, Emile-Paul, 1923
- Alfred de Musset au théâtre, Champion, 1923
- Gustave Fayet et ses tapis, S.l.n.d., 1923
- Présences, orné par Achille Ouvré et Fernand Siméon, Mornay ; Emile-Paul, 1926, 1936
- Louis Jou, un architecte du livre, Au Sans Pareil, 1925
- Saint-Juin de la Primevère, Jo Fabre, Cahiers du Capricorne, 1926
- Clowns, Champion, 1927
- Musique et poésie, Claude Aveline, 1928
- Atlas, illustré par Joseph Hecht, 1928
- Art du livre, 1928 ; Fondation Louis-Jou, 1992 ; réédition Fata Morgana, L’art du livre, 2022
- Martyre de saint Augustin, Le Balancier, 1929
- Variables, Emile-Paul, 1929
- Portrait de Daragnès, Manuel Bucker, 1929
- Musiciens, édition ornée et illustrée par Louis Jou, 1931 ; Éditions du Pavois, 1945 ; avec une préface de Michel Drouin, Granit, 1986
- Cirque, aquatintes originales de Georges Rouault, Ambroise Vollard, 1932
- Goethe le grand européen, Emile-Paul, 1932 ; Klincksieck, 1991
- Vues sur Napoléon, Grasset, 1933 ; Allia, 1988
- Cité nef de Paris, avec des gravures de Jean-Gabriel Daragnès, Les Bibliophiles du Palais, 1933 ; Grasset, 1934
- Le Petit Enfer du Palais, Les Bibliophiles du Palais, 1933
- La Samar du Pont Neuf, illustré par Louis Jou, 1934
- Portraits sans modèles, Grasset, 1935
- Valeurs, Grasset, 1936
- Vues sur l’Europe, Hors commerce, 1936 ; Grasset, 1939 ; avec une préface de Robert Parienté, 1991
- Trois grands vivants. Cervantès, Tolstoï, Baudelaire, Grasset, 1937
- Paris, vue de la cité, illustré par les gravures de Henri Matisse et Henri Vergé-Sarrat, dans l'ouvrage collectif Paris 1937, imprimeries Daragnès pour la ville de Paris, 1937
- En marge d’un livre, Hors commerce, 1939
- Pages, Éditions du Pavois, 1948
- Paris, illustré par Albert Decaris, Creuzevault, 1949
- Présentation de la France, Manuel Bruker, 1951
- Portrait de Paul Léautaud, préface de Robert Mallet, La Librairie universelle, 1951
- Vita nova, suivi de Fragments des chroniques de Caërdal, présentation d’Yves-Alain Favre, Rougerie, 1977
- Ce monde doux-amer, présentation d’Yves-Alain Favre, Le Temps singulier-Plasma, 1980
- Pour un portrait de Goya, présentation d’Yves-Alain Favre, Rougerie, 1983
- Les Premiers Écrits : documents et manuscrits, édition critique de Frédéric Gagneux, Classiques Garnier, 2010
- Sur la musique, préface de Stéphane Barsacq, Actes Sud, 2013
- Contre le totalitarisme, préface de Stéphane Barsacq, Les Belles Lettres, 2017
- Fragments relatifs à la culture classique, édition d'Antoine de Rosny, éditions Classiques Garnier, 2019
- Vues sur Baudelaire, préface de Stéphane Barsacq, Éditions des instants, 2021
- Avec Dostoïevski, préface de Stéphane Barsacq, Éditions de Corlevour, 2021

### Correspondance
- Correspondance avec Paul Claudel (1904-1938), préface de Robert Mallet, Gallimard, 1951
- Cette âme ardente. Choix de lettres à Romain Rolland, préface de Maurice Pottecher, Albin Michel, 1954
- Ignorées du destinataire, avant-propos d’Armand Roumanet, Gallimard, 1955
- Correspondance avec Georges Rouault, préface de Marcel Arland, Gallimard, 1960
- Correspondance avec Antoine Bourdelle, préface de Michel Dufet, Plon, 1961 ; Éditions Arted, 1977
- Correspondance avec Charles Péguy, préface d’Alfred Saffrey, Cahiers de l’amitié Charles Péguy, 1961
- Correspondance avec André Gide, préface de Sidney D. Braun, Gallimard, 1963
- L’Art et la vie (lettres inédites d’André Suarès et Romain Rolland, Francis Jammes, Miguel de Unamuno, Henri Bergson, Stefan Zweig, Roger Martin du Gard, Jean Giraudoux, Jean Paulhan, Gabriel Bounoure, Henry de Montherlant, etc.) Textes établis et présentés par Yves-Alain Favre, Rougerie, 1984
- Correspondance avec Jean Paulhan. I. 1925-1940. Présentation d’Yves-Alain Favre, Gallimard, 1987 ; II. 1940-1948. Présentation d’Yves-Alain Favre, Rougerie, 1992
- Le Condottière et le Magicien, Correspondance avec Jacques Doucet, préface de François Chapon, Julliard, 1994
- Correspondance 1917-1948, Louis Jou et André Suarès, éditions Fondation Louis Jou, Jean-Claude Corbillon, 2010
- Correspondance 1913-1948, Gabriel Bounoure et André Suarès (dir. Édouard Chalamet-Denis), Paris, Gallimard, coll. « Les Cahiers de la NRF », 360 p., 2023  (ISBN 978-2073005144)

## Influence et postérité
Pourfendeur de toutes les dictatures, visionnaire, insurgé, André Suarès est l'un des écrivains les plus secrets de la littérature française.[réf. nécessaire] Henri Bergson, Charles Péguy, Jacques Copeau, Marcel Jouhandeau, Stefan Zweig ou Miguel de Unamuno le considéraient comme un de leurs pairs.
Il eut également des liens profonds avec certains des artistes majeurs de son temps comme Antoine Bourdelle, Georges Rouault, Gabriel Fauré, Henri Matisse, Paul Dukas, Louis Jouvet, Erik Satie, Louis Jou et Pablo Picasso, qui illustra un de ses livres. Pierre Benoit lui a dédié son roman L’Atlantide.
Paul Léautaud, pour sa part, rapporte dans son Journal une conversation avec Paul Valéry : 

« Comme nous parlions de La Nouvelle Revue française, qu'il me demandait ce qui m'est arrivé, et que je lui disais que j'ai vu se lever contre moi récemment tous les Juifs de la maison, il a eu ce mot : “Vous avez un voisin !… Suarès !…” avec l'expression d'un mépris ! »

Suarès a lui-même écrit en toute clarté ce qu'il pensait de Valéry dans une lettre à Gabriel Bounoure, le critique responsable de la poésie, dès le 19 août 1926 : « On ne peut mettre plus de talent à exprimer d'une façon non commune les idées de l'homme commun, ni plus de faux génie à sentir comme tout le monde, sans mystère, sans aucune profondeur, sans musique. »
Suarès eut un ascendant reconnu sur des écrivains plus jeunes comme Alain-Fournier, André Malraux, Henry de Montherlant, Maurice Blanchot, Gabriel Bounoure, Jean de Bosschère, Gilbert Lely, Louis-René des Forêts, Yves Bonnefoy, René Girard. Le comédien Philippe Caubère lui a rendu hommage avec plusieurs spectacles.
La réalisatrice Françoise Gallo lui a consacré un portrait filmé présenté et projeté lors d'hommages et d'expositions, notamment à Marseille (2013).
La bibliothèque littéraire Jacques-Doucet lui a consacré une exposition virtuelle, « Suarès ou le complexe d’“Hélène chez Archimède” » composée de deux parties : « Avoir raison avec… André Suarès ? » et « Habent Sua(s)Res Libelli ».

### Filmographie
- André Suarès, l'Insurgé, documentaire écrit et réalisé par Françoise Gallo, auteure-réalisatrice du film pour « Un siècle d'écrivains », collection dirigée par Bernard Rapp, France 3, 1997 ; d'après André Suarès l'insurgé, de Robert Parienté « Ce film (…) bénéficie d'une réalisation très soignée  images, musique, lectures et commentaire s'ajustent parfaitement, sans gratuité ni redondances » (Télérama, no 2523 - 20 mai 1998).